# Yolande Beekman

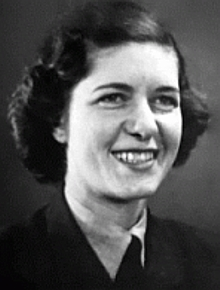
Yolande Beekman

Yolande Elsa Maria Beekman, geborene Unternährer (* 28. Oktober 1911 in Paris; † 13. September 1944 im KZ Dachau) war eine Agentin der britischen nachrichtendienstlichen Spezialeinheit Special Operations Executive (SOE).

## Biografie
Als Tochter des Schweizer Geschäftsmanns Jakob Unternährer und seiner englischen Frau wuchs Beekman in London auf. Nach mehreren Jahren auf einer Londoner Schule sandten ihre Eltern sie auf ein Schweizer Internat, wo sie u. a. Französisch lernte.
1940 meldete sie sich freiwillig zur Women’s Auxiliary Air Force (WAAF) und erwarb einen Offiziersrang. Am 15. Februar 1943 wurde Beekman von der SOE für Sektion „F“ wegen ihrer Französischkenntnisse unter dem Tarnnamen „Mariette“ rekrutiert, um im besetzten Frankreich die Résistance zu unterstützen. Während ihrer umfangreichen Ausbildung, u. a. zur Funkerin, lernte sie den Niederländer Jaap Beekman, Sergeant der niederländischen Exiltruppen, kennen und heiratete ihn im August 1943.
In der Nacht zum 18. September 1943 sprang Beekman mit ihrem Fallschirm in der Nähe von Angers ab. In St. Quentin sollte sie für Gustave Biéler, den Leiter des britischen Agentenrings „Musician“, Funkkontakt mit London halten. Mitte Januar 1944 wurde sie von einem deutschen Funkspürwagen entdeckt, verhaftet und gefoltert. Einige Tage später wurde sie nach Paris überführt und im Gefängnis Fresnes inhaftiert.
Am 12. Mai 1944 brachte ein Lastwagen Beekman und sieben weitere in Fresnes festgehaltene SOE-Agentinnen (Andrée Borrel, Madeleine Damerment, Vera Leigh, Sonia Olschanezky, Eliane Plewman, Diana Rowden und Odette Sansom) in das Gefängnis in Karlsruhe, wo sie als sogenannte „Schutzhäftlinge“ in Einzelhaft gehalten wurden.
In der Nacht zum 12. September wurden Beekman, Madeleine Damerment und Eliane Plewman sowie die am Tag zuvor eingelieferte Noor Inayat Khan in das Konzentrationslager Dachau deportiert. Am Morgen des 13. September mussten – nach offizieller Darstellung – die vier Frauen in der Nähe des Krematoriums auf dem sandigen Boden niederknien und wurden einzeln mit Genickschüssen getötet. Ihre Leichen wurden verbrannt.

## Auszeichnungen

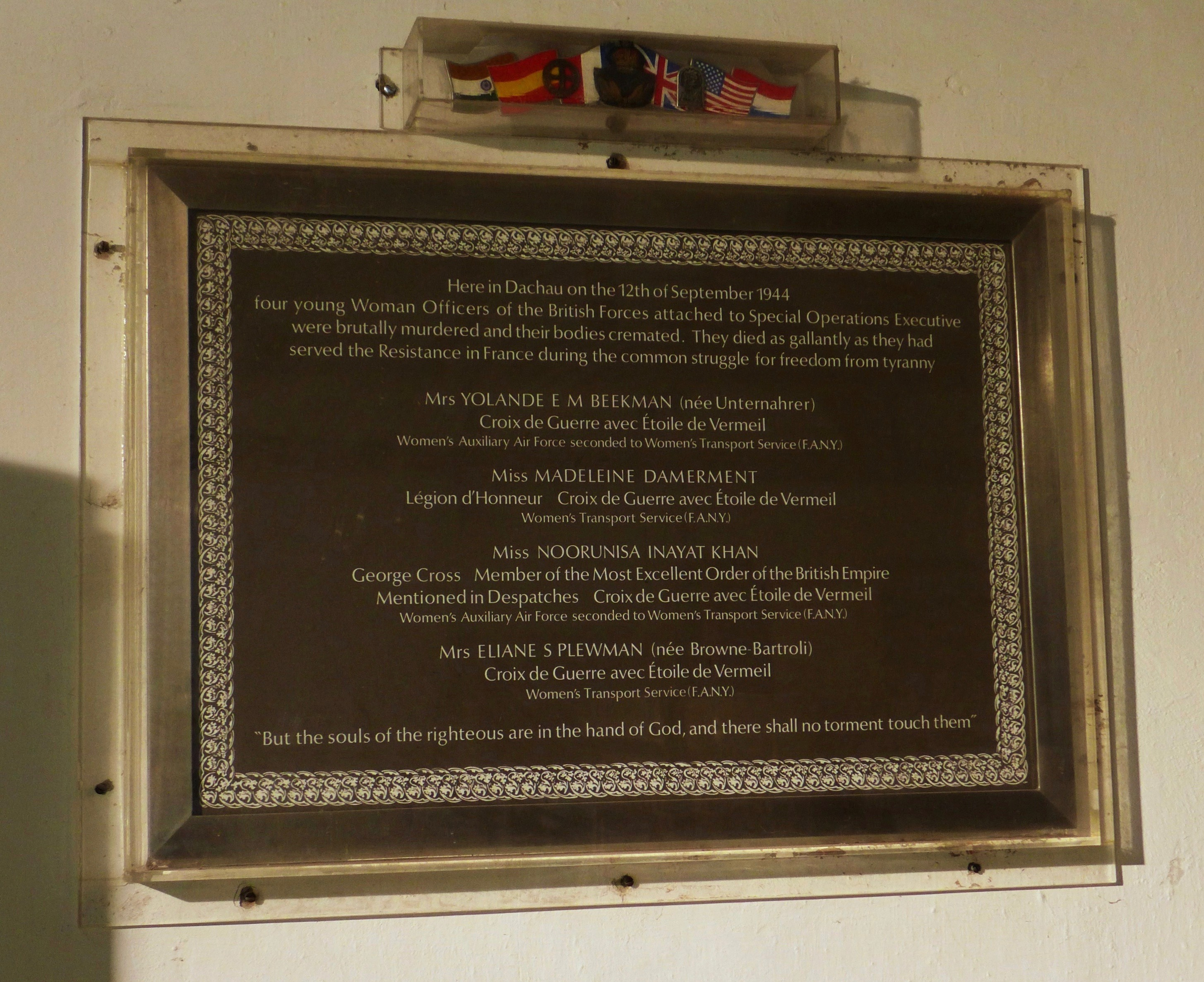
Gedenktafel für die britischen SOE-Kämpferinnen Y. Beekman, M. Damerment, N. Inayat Khan und E. Plewman im Krematorium des KZ Dachau

In Frankreich wurde Beekman posthum das Croix de guerre verliehen, und als eine von 91 Männern und 13 Frauen, die im Dienst von SOE für die Freiheit Frankreichs starben, wird sie auf dem SOE-Mahnmal in Valençay im Département Indre gewürdigt. Im Krematorium des KZ Dachau erinnert eine Gedenktafel an sie.